# Rafaela Requesens
Rafaela Requesens   (Caracas, 12 de juny de 1992) és expresidenta de la Federació del Centre d'Universitaris de la Universitat Central de Veneçuela (FCU-UCV), una organitzadora de les protestes dels estudiants a Veneçuela, una activista i política veneçolana. Va ser una figura destacada de les protestes veneçolanes del 2017, juntament amb el seu germà, Juan Requesens, i des d'aleshores s'ha convertit en una destacada activista de la democràcia.

## Joventut
Requesens va assistir a secundària a l'escola Los Riscos. Va ser una ballarina de flamenc durant quinze anys, a partir dels sis anys, i va voler seguir ballant com a professional abans de fer-se una lesió a causa de tenir un sobrepès, resultant finalment en cirurgia del genoll després d'un rigorós programa d'exercicis. Mentre encara ballava, el seu germà la va convèncer per anar a la universitat i va optar per estudiar Estudis Polítics a la Universitat Central de Veneçuela (UCV), a partir del 2010. Va ser després de la seva lesió que es va interessar realment per la política. Ella va dir en una entrevista el 2017 que anar a la UCV era «el millor que li havia passat».
Després de tres anys a la universitat, es va apartar un any per estudiar a l'Institut Culinari de Caracas, però va tornar ràpidament a les classes de la UCV, dient que això va ser perquè eren les seves passions.
Requesens es va fer cinc tatuatges el 2017, i es va fer el primer quan tenia 17 anys, i té un pírcing als llavis. Quan se li ha criticat per això, ha recordat a la gent que hi ha polítics a Veneçuela visiblement tatuats, com Miguel Pizarro a Veneçuela.
També va participar en les protestes veneçolanes del 2014 amb el seu germà, tot i que no va ser una figura destacada. En retrospectiva, ha afirmat que durant aquestes protestes va ser una «picor» per sortir i experimentar-la, llançant-se sense por les coses sense conèixer realment la realitat de la situació. També va dir que creu que el moviment estudiantil és una generació per sota del del seu germà i que tenen algunes crítiques a les protestes del 2014.
El 2015, Requesens va ser segrestada per part de desconeguts juntament amb un amic del seu germà, Eladio Hernández. El segrest es va produir a l'estat de Tàchira, quan el seu germà acabava de ser elegit representant, i va estar motivat per amenaçar-lo o atacar-lo políticament.

## Política i moviments estudiantils
Requesens es va convertir en la presidenta de la Federació d'Estudiants de la Universitat Central de Veneçuela el 17 de febrer de 2017, amb la seva plataforma Creo en la U [niversidad] (Crec en la U[niversitat]), i ràpidament va ser molt activa en les protestes i la política. Va esdevenir la segona estudiant que ocupava aquesta posició. Uns dies abans, el 14 de febrer, els tribunals veneçolans havien ordenat la suspensió de les eleccions a tota la universitat; els vots de la UCV es van avançar «amb l'esperança d'enviar un missatge» al govern. A més, durant la votació, els detractors llançaven canons de gasos lacrimògens, i finalment van entrar en un edifici amb bombes de gas lacrimògens i gasolina abans de cremar el lloc. El 2017, la UCV tenia 31.762 estudiants en 11 facultats i 44 escoles.s.
Requesens descriu el seu germà Juan Requesens, expresident de la fundació dels estudiants, com una de les seves inspiracions polítiques. Tot i així, ella ha dit que ell no era el seu motiu principal per entrar a la política.
Les seves primeres protestes com a líder dels estudiants van arribar un mes i mig després de les eleccions i es van posar en escena contra la destitució de jutges de la Cort Suprema i la corrupció a les eleccions regionals. Un article afirma que «va passar d'organitzar activitats recreatives, com ara caimaneres de futbol, a dirigir una generació». Aquest article li va donar l'epítet de «tirapiedras» (llançadora de pedres), invocant el sobrenom per ressaltar la seva progressió des dels grassroots.
- Requesens parlant amb la periodista Luz Mely Reyes poc després de ser elegida el febrer del 2017
- Protestes del 31 de març de 2017, liderades per Requesens

Durant les protestes del 2017, ella es va comprometre més amb l'activisme, i va impulsar la seva posició d'estudiant, dient que anteriorment havia estat «emportada pel sentimentalisme i els ideals», però a principis del 2017 va veure assassinar els joves. Com a comparació, va afegir que «a principis del 2018, Veneçuela [era] molt més tranquil·la», cosa que era «frustrant», però li va permetre «aixecar-se, anar a la universitat» mentre treballava com a estudiant política. El novembre de 2018, Requesens va donar una entrevista on es va allotjar a Madrid, dient que la crisi a Veneçuela havia provocat un èxode d'estudiants i personal de la UCV, que estava gairebé «buida». Arribats a aquest moment, ella considerava l'estat de l'educació superior a Veneçuela «comatosa».
El 26 de maig de 2017, Requesens va parlar en una missa commemorativa dels estudiants assassinats durant les protestes, celebrada a l'Aula Magna de la UCV. Més endavant, va parlar sobre el penediment i la pressió com a líder, fent servir un llenguatge que evoca la guerra, dient que «heu de prendre aquestes mesures, sabent que hi haurà riscos, però que pot ser positiu per a la gent que vindrà després. És difícil veure, que convoqueu els vostres companys i acaben ferits per la repressió de l'Estat. És tan dolent, perquè els heu dit què s'havia de fer i se’n van perquè van amb la idea de camina o mor i volen lluitar pel seu país. Però és la vostra responsabilitat i els fan mal». En aquest moment, el professor ajudant de la UCV i el polític estudiantil Alfredo García va dir que ell i Requesens «no només participen en les protestes, sinó que també donen suport a la direcció política [dels estudiants]».
Requesens, qui ha representat els estudiants de la UCV, ha pres una posició important, inclosa a escala nacional i internacional. El maig del 2018, durant el procés de les eleccions presidencials, va anunciar que la Universitat estaria entre els òrgans que no reconeixien oficialment l'elecció ni els seus resultats com a legítims. En una declaració poc abans de les eleccions, va explicar que «no hi ha les condicions que li permetin passar pel procés [de participar en les eleccions] perquè estem davant d'una dictadura».
El maig del 2019, Requesens va impulsar les protestes dels estudiants que exigien autonomia per a les universitats. El 1r de maig, la rectoria del campus de Sucre de la Universitat d'Orient (UDO) va ser violentament ocupada per chavistes, que van començar a destroçar-la. Requesens va visitar el campus en suport i va fer una crida «a la comunitat universitària de tot el país» per protestar perquè va percebre la influència del govern que «està prenent avui les nostres aules i que afecta l'autonomia universitària». També va dirigir les intervencions estudiantils a la UCV el maig del 2019, després que la universitat afirmés que les classes continuarien malgrat un gran nombre de morts per les protestes veneçolanes del 2019; els estudiants de medicina de la universitat es van unir a la marxa per als seus pacients que no podien tractar-se per falta de recursos. La seguretat universitària va acompanyar els estudiants que baixaven per Los Ilustres per protegir-los de la policia i la seguretat nacional.

### Eleccions a la FCU-UCV del 2019
El juny de 2019, durant les eleccions FCU-UCV per escollir el successor de Requesens, es van notar irregularitats en el procés.
Inicialment, Requesens estava preocupat pels «grups violents» que, les setmanes anteriors a la votació, van començar a atacar i amenaçar estudiants a les facultats de la universitat que mostraven més suport al partit de Requesens. Un grup d'estudiants polítics oposats al partit de Requesens va afirmar a través de Twitter que no hi havia violència al campus, tot i que altres estudiants estaven piulant sobre l'augment de la violència.
Pocs dies abans de la votació, la Comissió Electoral va anunciar alguns canvis en el procés, que van coincidir amb altres irregularitats. Aquests incloïen un «calendari rigorós»; permetre votar als no-estudiants; no permetre que es faci servir el nom del partid de Requesens (Todos por la U) durant la campanya, durant la votació, i que no es comptabilitzi vots amb aquest nom; i amenaça els candidats i el personal. Requesens va dir que, malgrat les irregularitats i la politització de la Comissió Electoral, es garantiria que les eleccions funcionessin el més just possible. Dues setmanes abans de la votació, els membres de la Comissió Electoral havien estat segrestats i les seves oficines a La Floresta van ser bombardejades amb gasos lacrimògens, provocant un augment de la violència.
Requesens, així com els altres membres del seu partit, inclòs el líder i candidat David Sosa, van fer acusacions al grup estudiantil contrari dient que estava involucrat en el «sabotatge» i que contenia «representants de la dictadura», afegint que elegir-los seria escollir «mort, presos i corrupció». Un membre d'aquesta oposició, l'ex-pres polític Sairam Rivas, va parlar en resposta, dient que era ridícul afirmar que havien participat amb el govern i que aquestes paraules els feria per que provenien de persones amb les quals han protestat i lluitat junts contra el govern. Tot i això, un expresident de UCV, Hasler Iglesias, va dir que la Comissió Electoral donava clarament un avantatge polític a un grup.
El dia de la votació, el 7 de juny del 2019, es va produir actes violents que van impedir que centenars de persones poguessin votar. A més, es van robar algunes urnes i unes altres es van incendiar. El recompte de vots abans d'incloure el 95% de les votacions de l'electorat donaven una clara victòria al grup de David Sosa, el de Requesens. Tot i que es va convocar unes noves eleccions per als estudiants que no van poder votar, i la Comissió Electoral va dir que això podria afectar la victòria de Sosa. Sosa va dir que les seves primeres accions seran investigar el procés electoral.

## Les protestes del 2017
El juny de 2017, la Corporació de Radiodifusió Australiana va referir-se a Requesens com «la cara de la revolta juvenil de Veneçuela». Aquesta mirada a les protestes fa notar la violència de la Guàrdia Nacional Bolivariana contra els estudiants, i com Requesens va utilitzar les seves paraules en lloc de la violència, cosa que li va fer guanyar «milers de seguidors» i, a partir d'això, «es va convertir en líder». Els motius de les protestes van ser diversos, des de la pobresa a la nació fins a la reescriptura constitucional proposada per Nicolás Maduro, així com l'anunci de l'Assemblea Nacional Constituent. Requesens va dirigir una protesta específicament contra aquestes últimes qüestions, dient que el govern hauria de canviar en lloc de la Constitució. Fins i tot al juliol del 2017, Requesens va continuar afirmant que el govern «no aconseguiria amagar els estudiants»; en aquest moment, les forces armades lluitaven directament dins de les universitats.
Requesens va ser discursos en diverses protestes. Durant la primera setmana de maig de 2017, quan desenes de manifestants van ser assassinats, els estudiants de la UCV van planificar una marxa al Ministeri de l'Interior per protestar perquè aquestes persones fossin «assassinades». Quan la Guàrdia Nacional va barricar el campus en ple atac, llançant gasos lacrimògens quan els estudiants van intentar escapar, Requesens va anunciar que estaven sent tractats «com a delinqüents […] sense cap raó». Els estudiants van celebrar una manifestació fora de la FCU, al mig del campus; els periodistes que l'entrevistaven portaven l'equip de protecció que es veu habitualment en les zones de guerra. Va ser en aquesta setmana que el seu homòleg directe de Requesens, el president de la FCU de la Universitat Politècnica Territorial José Antonio Anzoátegui, va ser assassinat a trets a la seu del campus.

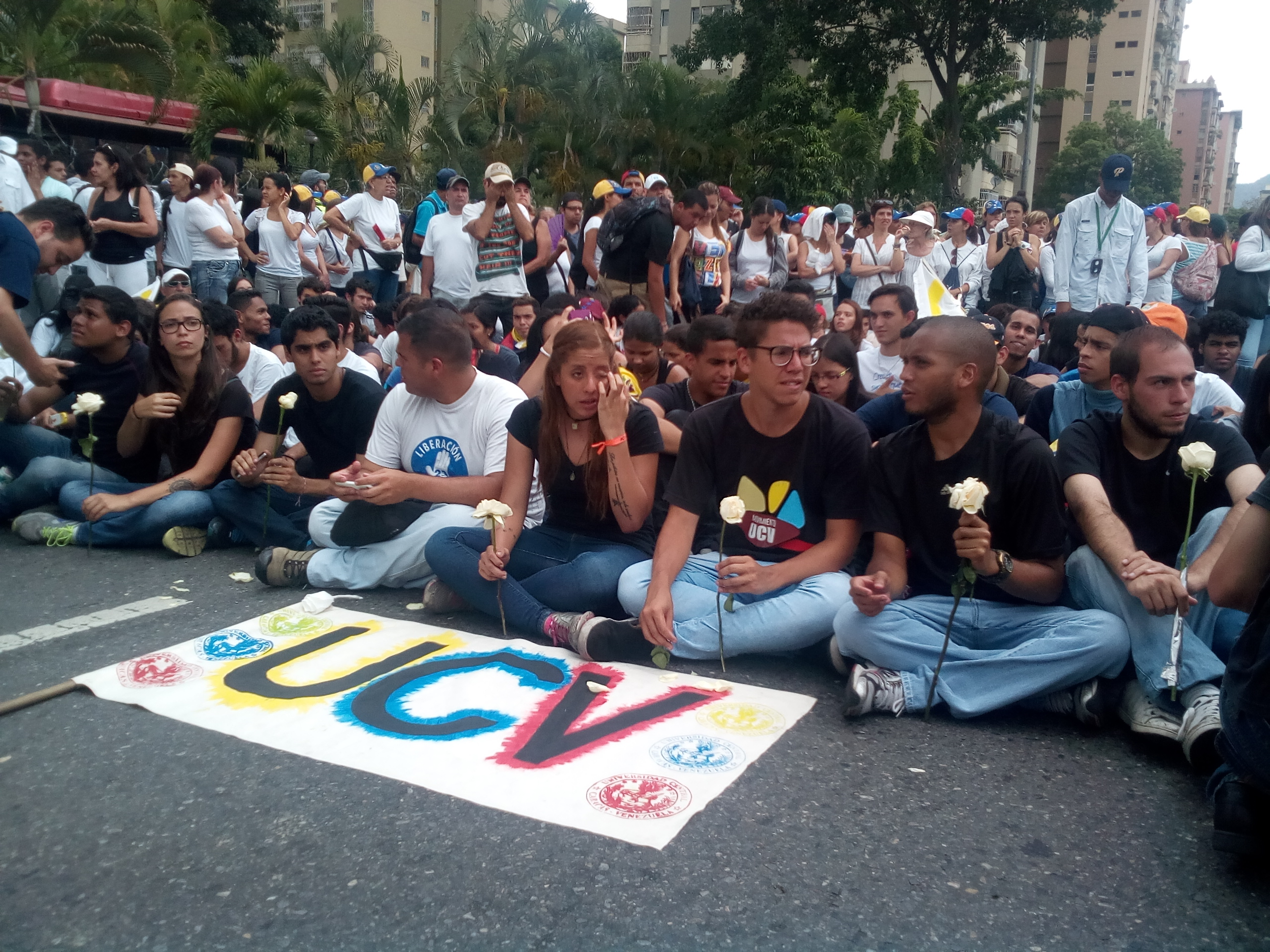
Requesens (centre) a la Marxa del Silenci
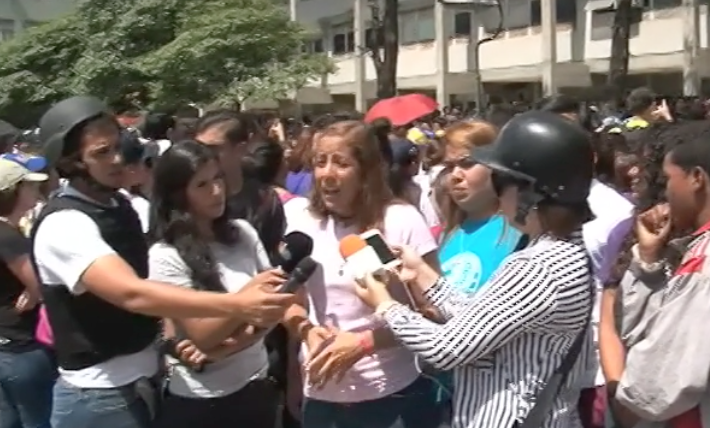
Requesens entrevistada durant la protesta al carrer de la FCU

El 2 de juny, la televisió estatal veneçolana va començar a gravar una protesta dels estudiants de l'oposició, parlant amb Requesens i la va convertir en la primera líder de l'oposició que es va presentar en una emissió estatal durant molt de temps. A la retransmissió, se li va veure debatre amb el ministre de Comunicació, Ernesto Villegas.
També va ser entrevistada per Voice of America sobre una protesta cap a finals de juny de 2017, anomenada Trancazo Nacional, organitzada per la Mesa de la Unidad Democrática. En aquest moment van tenir lloc diversos trancazos, inclosos alguns organitzats per estudiants. Els trancazos van créixer i van participar molts ciutadans, no només a Caracas, sinó també a tot el país. Requesens els va anomenar un «exemple positiu» del canvi que intentava portar al país, perquè va involucrar a moltes persones diferents en una rebel·lió pacífica, i va celebrar que durant un trancazo estudiantil, Caracas i altres ciutats havien estat efectivament bloquejades (fins a quatre hores), a partir d'un esforç combinat de bloquejos de camins i carreteres. Es van reprendre més trancazos a principis de juliol del 2017, després d'altres protestes en què 25 estudiants van ser detinguts durant quatre dies per protestar. Aquesta durada es va allargar progressivament, tot i que les protestes en aquest moment també es van centrar en la divulgació de la comunitat, Requesens va afirmar que continuaria protestant i treballant cap a la campanya contra el govern de Maduro en el referèndum del 16 de juliol contra l'Assemblea Nacional Constituent.
El 7 de juliol, Requesens amb altres estudiants de la UCV van manifestar el seu suport a aquesta força antigubernamental, amb un anunci de l'Assemblea Nacional i dels partits de l'oposició, així com de la mateixa Requesens, que els estudiants de la UCV estaven ajudant a organitzar el referèndum públic que aspiraria a desafiar la nova Assemblea Nacional Constituent. Ella va explicar:
| «                   | Ens unim al Moviment d'Alliberament, que serà dirigit pels diferents sectors socials del país. Com a estudiants, jugarem un paper fonamental des d'aquí fins al 16 de juliol. Actuarem com a dinamitzadors i promotors, portarem el missatge com a grup organitzat de locals i pels carrers de tot el país. | » |
| — Rafaela Requesens | |   |

Requesens va descriure la seva filosofia de lideratge de protesta en una entrevista, dient que «has de responsabilitzar-te per la imatge que veuen de tu. No has de llançar res per aquí. Pots donar suport a tots i, per als que hi ha al davant. fer-los sentir que estic amb ells i que no els deixo sols».

## Arrest i activisme polític
El moviment de Requesens cap a la política més àmplia de Veneçuela es va produir l'agost del 2018, quan va ser arrestada junt amb el seu germà després de l'atemptat amb vehicles no tripulats a Caracas, en el que es coneixia com a mesura «arbitrària» per suprimir l'oposició política. Va ser alliberada poc després. Va ser presentada a Bloomberg «Week in Pictures» (la Setmana en imatges) del 9 d'agost de 2018, a causa de l'estatus global que la seva posició havia assolit. Tot i que no és una diputada, Requesens està associada al partit Primer Justícia al qual pertany el seu germà. Després de la detenció, el partit va publicar una declaració d'urgència que denunciava la detenció tant de Juan com de Rafaela com a «segrest».

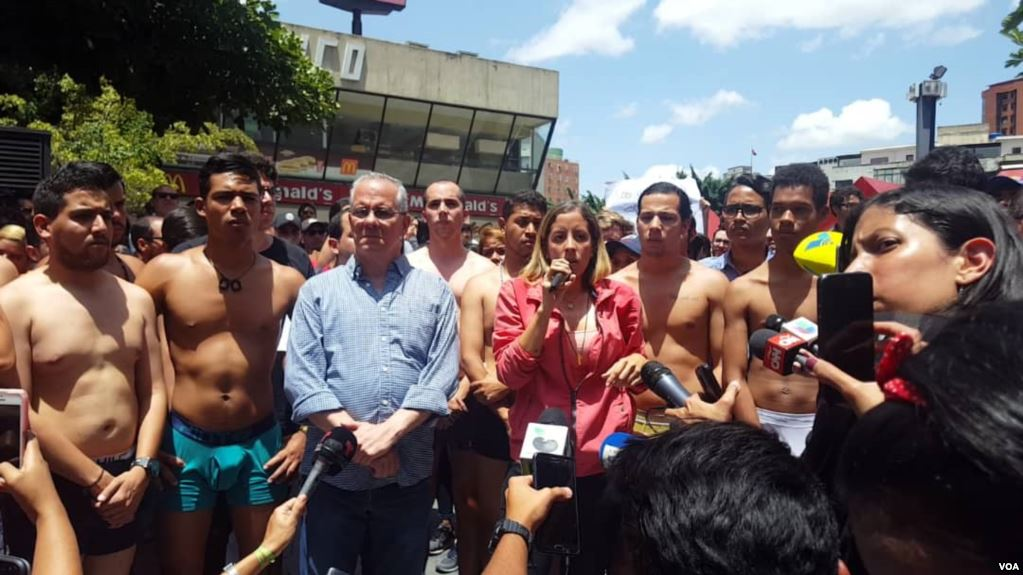
Rafaela Requesens i el seu pare parlant en una protesta en roba interior després que un vídeo de la detenció del seu germà, el diputat Juan Requesens, en roba d'interior fos compartit per l'agència militar veneçolana

Després d'aquest esdeveniment, Rafaela va prendre un altre paper de lideratge a les protestes, exigint l'alliberament del seu germà, i el retorn de la democràcia i d'una nació millorada. Els dies següents al seu alliberament, Requesens va parlar diverses vegades a l'Assemblea Nacional i als mitjans de comunicació sobre els temes de Veneçuela. També va dir que ella i el seu germà havien estat objectius perquè «el govern té por dels joves». Amb les protestes sorgides a la nació, Requesens va prendre un paper de lideratge per organitzar aquests esforços i va demanar als veneçolans a la unitat. En algunes d'aquestes protestes, com la manifestació en roba interior a la plaça Brión, Requesens va ajudar els estudiants i professors de la UCV per igual.
Requesens va parlar en una audiència del govern dels Estats Units d'Amèrica sobre la situació a Veneçuela el 7 de març del 2019, i va rebre un premi en honor del Dia Internacional de la Dona l'endemà. Va rebre el premi Jeane J. Kirkpatrick de la Xarxa de Democràcia Femenina, sent una de les tres guardonades el 2019 (les altres dues van ser Liz Cheney i Lilian Tintori). En la seva intervenció, va dir que «Com a dona i una jove veneçolana, he de seguir lluitant pel nostre país […] dia a dia cada vegada hi ha més dones joves que posen un exemple per a les altres i s'uneixen a aquesta lluita».

## Les protestes del 2019-2020

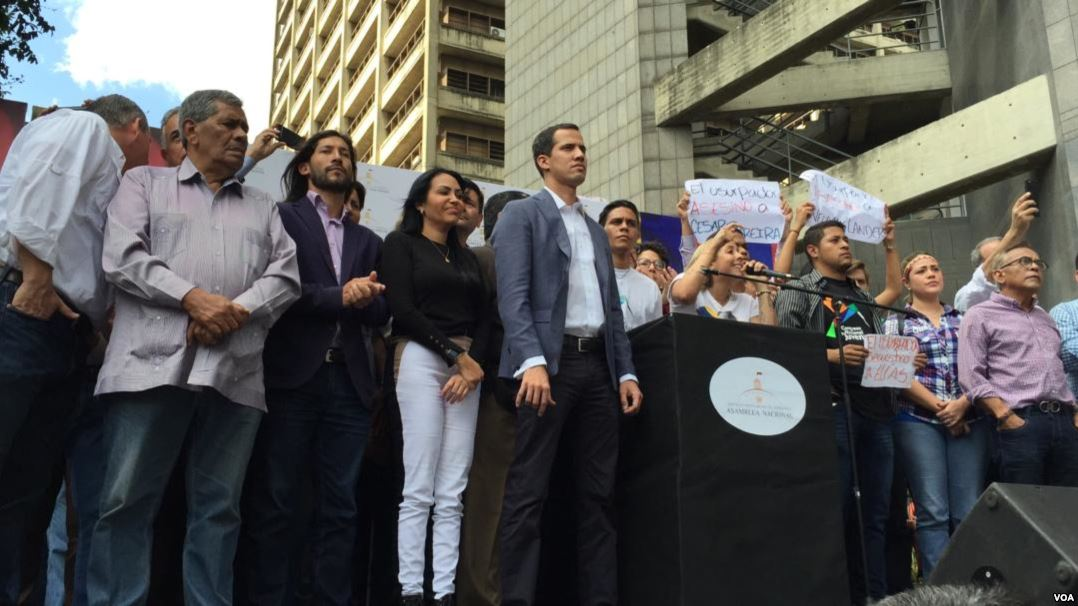
Requesens en un discurs l'11 de gener en una manifestació organitzada per Juan Guaidó, 2019

Poc després de l'elecció de Juan Guaidó com a president de l'Assemblea Nacional, i amb Maduro negant-se a presentar-lo com a President, Requesens va dirigir els estudiants en una protesta co-organitzada pel partit de Voluntat Popular de Guaidó, titllant Maduro d' «usurpador» i tancant les carreteres. L'endemà, l'11 de gener, Requesens va parlar al cabildo obert organitzat com a primer pas d'un pla per expulsar Maduro, on va representar els estudiants de Veneçuela juntament amb Marlon Díaz. Va demanar que la gent de totes les afiliacions polítiques treballés conjuntament i amb els governs estrangers partidaris per «restablir la democràcia».
Hi va haver una manifestació juvenil, que va atreure manifestants de moltes edats, que es va celebrar en reconeixement de Guaidó a la FCU del campus central de la UCV el 21 de gener, on Requesens va parlar entre altres líders estudiantils, Guaidó, i Miguel Pizarro.
Entrevistada per The Guardian el 30 de gener, Requesens va dir que l'oposició «no busca la confrontació» i que les protestes no van ser «una lluita entre els chavistes i l'oposició; [són] una lluita per Veneçuela».